# Neverball
《Neverball》是一个3D动作游戏，模式类似于《超级猴子球》。 Windows 2000/XP、Mac OS X、Linux、FreeBSD、Sega Dreamcast以及iPhone都可以看到它的影子。《Neverball》是自由软件授权协议为GNU General Public License

## 游戏基本
《Neverball》中，玩家通过改变重力方向的形式移动一个球。 用鼠标或键盘或操纵杆改变水平面引导球到达目的地，不过时间有限而且必须采集足够的硬币点数（黄红蓝三种硬币分别代表1、5、10三种点数）才能开启出口，还有些其他的障碍。获得100个硬币获得额外一次机会。《Neverball》拥有存档系统，记录下游戏的全过程。自动开始，最多保存64个。

## 输入方式
玩家可以使用键盘或者鼠标或者游戏杆一类的标准游戏装备，但是它还在IBM笔记本电脑上支持额外的游戏方式，利用硬盘保护系统把现实中的平面带到游戏里。

### 三种视角
- F1 切换到 追踪视角 Chase Camera，快速，紧密地跟踪球。
- F2 切换到 延迟视角 等同于缓慢些的追踪视角
- F3 切换到 手动视角 只有按下设置的键后才移动的视角（默认是鼠标左右键）。

### 关卡设置
《Neverball》可以用GtkRadiant创建关卡，就像雷神之锤系列游戏一样。 
1.5.0版本中有6套关卡，还有额外关卡下载Neverforum。
《Neverball》也可以进行时间挑战之类的额外游戏方式。
《Neverputt》有7套关卡。

### 配置要求
1.5版本之前《Neverball》在同等画面水平下系统要求不低，现在降低到了500Mhz的CPU和较好的显卡，所以iPhone也可以运行。

## Neverputt

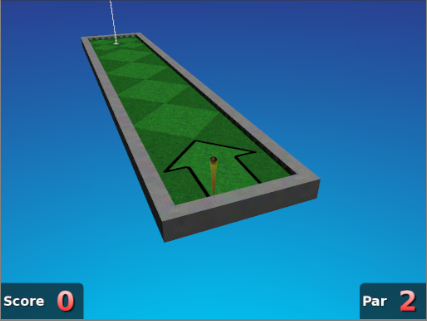
《Neverputt》1.4.0

《Neverball》 附带迷你高尔夫游戏《Neverputt》，使用完全一样的物理和图像引擎。 《Neverball》 1.4.0之后不再能玩《Neverputt》关卡。

## 其他
- 超级猴子球
- 重要开源游戏列表